# ريمون
ريمون بلدة أردنية في محافظة جرش، تقع على مسافة 10 كم إلى الغرب من مدينة جرش، و54 كم إلى الشمال من مدينة عمان. تتميز بلدة ريمون بطبيعة ساحرة و خلابة و مناخ معتدل ويوجد فيها ينابيع المياه العذبة، وتنمو فيها أشجار التين والزيتون والحمضيات واللوزيات تحدها من الشمال بلدة سوف و من الجنوب بلدة الكتة. يبلغ ارتفاعها عن سطح البحر من 800 - 900 م. تتبع ريمون لمنطقة المعراض وهي جزء من قضاء جرش.

## معالم أثرية

### مسجد ريمون المملوكي
يعود تاريخه إلى العصر المملوكي. تم ترميمه وإعادة بنائه سنة 1946 م في عهد الملك عبد الله الأول. ومن خلال دراسة الموقع فإن بناء المسجد والمنارة بناءان مملوكيان، وذلك من خلال النقوش الثلاثة التي كانت مثبتة على جسم المنارة، ويعود بناء المنارة إلى عهد الملك الظاهر بيبرس عام 676 هـ (1277 م) وتولى بناءها الأمير ايدمر الظاهر نائب دمشق، ونفذ البناء واشرف علية الأمير ناصر الدين منكلي وتم البناء في سنة 676 هـ، وطرأ تجديد وترميم على المنارة كما يستدل على ذلك من خلال النقوش الموجودة.
بعد الترميم أصبح المسجد بيتاً للصلاة، ويبلغ سمك الجدران مابين (1 ـ 2) متر وبيت الصلاة محمول على اثني عشر دعامة، عشر منها في الجدران واثنتان وسط البيت.
اما المئذنة ( المنارة ) فتقع في الزاوية الشمالية الشرقية من المسجد ويقع مدخلها في الجدار الشمالي لبيت الصلاة. يبلغ طول الجزء السفلي القديم منها 5.8 م، أما الجزء العلوي الجديد فطوله 5.7 متر والبناء من الحجر الكلسي.

## السكان
يشير احصاء سنة 2015 إلى أن عدد سكان البلدة بلغ 7779 نسمة. بلغ عدد الذكور 4082 وعدد الإناث 3697. عدد الأسر 1514.